# Marius Bațu
Marius Bațu (n. 30 octombrie 1959, Constanța, România – d. 23 noiembrie 2024, Timișoara, România) a fost un interpret român de muzică folk care s-a remarcat în lumea muzicii românești în 1977, anul în care a înființat, alături de Eugen Baboi, grupul Poesis. În perioada 1982-1985 activitatea sa s-a învârtit în jurul „Cenaclului Flacăra”, iar în 1994, după o perioadă de 8 ani petrecută în Germania, a revenit în România și a reluat activitatea grupului Poesis, lansând în 1996 albumul Cântec Șoptit.
A urmat o colaborare cu formația Holograf la spectacole și albume precum: 69% Unpluged, Supersonic, Undeva departe și Holografica, susținând partitura de chitară acustică și backing vocal. În aceeași perioadă, îl regăsim alături de nume mari ale muzicii românești precum Ducu Bertzi pe albumele „Dor de ducă”, „Sufletul meu” și „Poveste de iarnă”; Mircea Vintilă - albumul „Madama de pică”, Ovidiu Lipan Țăndărică - „Renașterea”, Dinu Olărașu - „Vis-a-vis”, Stepan Project - „Sensul vieții”, Compact - „5.Compact”.
În luna iunie a anului 2001 Marius Bațu este cooptat în grupul Pasărea Colibri, formație alături de care lansează albumul „Încă 2000 de ani” și se remarcă prin melodii ca „Elegie”, „2000 de ani” și „Cântec șoptit”. După perioada Pasărea Colibri a participat la diverse spectacole alături de Ducu Bertzi, Florian Pitiș și alți artiști.
La sfârșitul anului 2007, după o pauză de mai bine de 10 ani și la 30 de ani de la înființarea grupului, Marius Bațu și Eugen Baboi s-au reunit în fața publicului românesc și au lansat un nou produs marca Poesis, albumul „Babilon”.

## Legături externe
- Marius Bațu pe FolkBlog